# Neckera brownii
Neckera brownii är en bladmossart som beskrevs av Hugh Neville Dixon 1927. Neckera brownii ingår i släktet fjädermossor, och familjen Neckeraceae. Inga underarter finns listade i Catalogue of Life.